# Hilderic de Spoleto
Hilderic (n. ? - d. 740) a fost duce longobard de Spoleto pentru o scurtă perioadă, de la 739 la 740. El a fost primul duce numit de către conducerea centrală a longobarzilor din Langobardia Major (în speță, de către regele Liutprand) pentru a lupta împotriva fostului duce, Thrasimund al II-lea, care se răsculase.
Regele Liutprand a cucerit Spoleto în 16 iunie 739 și l-a numit pe Hilderic ca duce înlocuitor. Ducele Thrasimund s-a refugiat la Roma, unde Liutprand a început curând să îl asedieze. Pacea dintre regele longobard și papă a fost intermediată de către trimișii lui Carol Martel, majordom al francilor. Între timp, Thrasimund a profitat de scurta perioadă de liniște și, având alături trupe puse la dispoziție de către papa Grigore al III-lea și de către ducele Godescalc de Benevento, a reușit să reia controlul în ducatul de Spoleto în decembrie 740, ucigându-l pe Hilderic.